# Jean Robin (éditeur)
Pour les articles homonymes, voir Robin et Jean Robin.
Ne doit pas être confondu avec Jean Robin (écrivain).
Jean Robin, né le 6 août 1978 à Clermont-Ferrand, est un journaliste, éditeur, essayiste, chef d'entreprise et militant d'extrême droite français.

## Débuts dans le milieu associatif et l'édition
Jean Robin grandit dans la région de Clermont-Ferrand. Il étudie ensuite dans une école de commerce parisienne.
Il exerce d'abord comme consultant internet/télécom. Puis il milite brièvement chez les Verts en 1999, avant de fonder la « Maison de la démocratie », une association qui souhaite faire de la France « le premier pays à montrer la voie vers la démocratie continue » grâce aux technologies de l'information et de la communication. Son conseil stratégique compte Jean-Marie Descarpentries, ancien président de Bull et ancien trésorier de Citroën, ainsi que plusieurs personnalités politiques, parmi lesquelles le coprésident du groupe d'études nouvelles technologies de l'Assemblée nationale et le sénateur UMP René Trégouët. Jean Robin crée également l'Association pour la qualité de l'information (AQIT) en 2004.
En 2005, il dénonce dans divers médias un plagiat de Thierry Ardisson dans l'ouvrage Pondichéry (publié en 1994) et déclare que celui-ci aurait plagié au moins soixante pages dans six livres différents, alors qu'Ardisson n'a reconnu avoir plagié que six pages,.
En 2006, il fonde les Éditions du Journalisme continu, renommées ultérieurement « Éditions Tatamis », à la suite du refus d'une vingtaine d'éditeurs français pour son livre Ils ont tué la télé publique. Celui-ci reprend son enquête sur Thierry Ardisson et accuse notamment l'animateur d'être obsédé par les théories du complot et par les Juifs,,,,,. Il présente sa maison d'édition comme permettant de publier des ouvrages qui sont « refusés par d'autres maisons d'édition pour de mauvaises raisons ». Elle publie des auteurs tels que Oskar Freysinger, Louis Dalmas, Laurence Catinot-Crost, Jean-Pierre Petit, Guy Millière, Guillaume Faye, Emmanuel Ludot, Elena Tchoudinova, Dominique Zardi, Christian Vanneste, Christian Harbulot ou encore Bernard Zimmern.

## Publications d'essais et activité militante (2006-2009)
En 2006, il publie également aux éditions Tatamis La judéomanie : elle nuit aux Juifs, elle nuit à la République, livre de nouveau refusé par de nombreux éditeurs,. Définissant la judéomanie comme une « admiration outrée pour tout ce qui appartient aux Juifs ou à la communauté juive »,, il affirme que « les Français Juifs sont favorisés médiatiquement, politiquement et juridiquement ». Faisant remonter le phénomène à la publication de L'Idéologie française par Bernard-Henri Lévy en 1981, il juge que « de peur d’être qualifiée de judéophobe, la France est progressivement devenue judéomane »: pour cette raison, il s'oppose à la loi Gayssot . L'hebdomadaire Actualité juive évoque « une thèse contestable qui mérite cependant d'être décryptée » et le chercheur Jean-Yves Camus « un médiocre pamphlet ». À l'extrême droite, le journal Le Choc du mois parle d'« un livre honnête et mesuré » et l'écrivain Renaud Camus affirme : « Dans une société normale, un tel livre provoquerait un débat sérieux. » Pour Bernard Dumont, rédacteur en chef de la revue Catholica (proche des traditionalistes catholiques), la thèse de Jean Robin se trouve dans la continuité de celles d'Alain Finkielkraut, Edgar Morin, Emmanuel Todd, Éric Zemmour ou encore Raymond Aron.
En 2007, il participe à l'université d'été du mouvement Égalité et Réconciliation fondé par Alain Soral pour y présenter La Judéomanie. Il plaide également à cette occasion pour la sortie de la France de l'Union européenne en s'appuyant sur un livre de Pierre Hillard. Rattaché à la mouvance antisioniste par Jean-Yves Camus et Le Monde.fr, Jean Robin dément : il affirme avoir, « à de nombreuses reprises et depuis deux ans […], défendu Israël », et se définit comme « « israélo-neutre », qui n'appartient à aucun camp ». Il finira par rompre avec Alain Soral et par lui consacrer un livre à charge.
En 2007 également, il soutient la candidature de Nicolas Dupont-Aignan à l'occasion de l’élection présidentielle et adhère à l'Union populaire républicaine de François Asselineau, avant de se brouiller avec le parti.
En 2009, il publie avec La Position du missionnaire, « une analyse intelligente de la pensée d'Alain Finkielkraut » selon Actualité juive. Cette même année, il est présent lors de la première rencontre entre Marine Le Pen et Florian Philippot, organisée par l'entremise de Paul-Marie Coûteaux.

## Lancement d'Enquête et Débat et diversification de l'activité (depuis 2010)

### Une activité médiatique et journalistique de nature polémique
Il crée en 2010 le site Enquête et Débat, qui se présente comme un média de défense de « la liberté d'expression » : Jean Robin se dit, « viscéralement attaché à la liberté d'expression et opposé à toute censure » d'après France-Soir. Pour L'Express, Enquête et Débat fait partie des sites de réinformation développant « une haine féroce de la presse « traditionnelle » » et versant dans la théorie du complot, en l'occurrence contre « l'emprise du marxisme » sur « la classe médiatique » et « l'Éducation nationale ».
Jean Robin estime cependant être isolé au sein de cette nébuleuse, dans laquelle il considère comme ennemis les sites de Riposte laïque, Novopress, Fdesouche, Dieudonné et Alain Soral. S'il se présente comme journaliste et est considéré comme tel par certains médias, il n'est pas détenteur de la carte de presse,,. Fréquenté par 100 000 visiteurs uniques par mois en 2014, Enquête & Débat est partenaire de Contribuables associés et du magazine L'Ère nouvelle.

Éric Zemmour se voit remettre le Prix de la liberté d'expression du site Enquête et Débat en janvier 2011.

En janvier 2011, Enquête et Débat remet le prix de la liberté d'expression à Éric Zemmour après un sondage en ligne qui place l'humoriste Dieudonné en deuxième position et Christine Tasin en troisième, ce qui amène les trois personnalités à se rencontrer lors de la remise du prix,. Dans le journal Le Monde, Caroline Fourest qualifie la scène d'« un peu baroque » et condamne des « confusions qui mettent la liberté d'expression en danger ». Le Nouvel Observateur évoque de son côté l'événement en classant Enquête et Débat comme un « site internet d’extrême droite ».
Enquête & Débat diffuse également des billets d'André Bercoff et est considéré en 2012 par Rue89 comme un « avatar vidéo » de Riposte laïque. 
Au printemps 2011, Jean Robin affirme sur son site que le politologue Jean-Yves Camus a appartenu au mouvement nationaliste révolutionnaire Troisième Voie, ce qui est démenti par l'intéressé et par Christian Bouchet, ancien secrétaire général du mouvement, et ce qui a été qualifié de « blague facho » par StreetPress.
En août 2011, il collabore brièvement avec Robert Ménard pour la matinale de Sud Radio, : il justifie sa démission par un désaccord sur la ligne éditoriale de l'émission.
En octobre 2011, Enquête et Débat révèle que Florian Philippot, avant de rejoindre officiellement le Front national, animait déjà un site se prétendant apolitique, « régulièrement repris et même cité comme un site partenaire par Marianne. Bien qu’il s’agisse, à l’évidence, d’un site sous-marin du FN ». Caroline Fourest et Fiammetta Venner précisent à ce propos qu'« il aura fallu attendre les révélations d’un site concurrent, Enquête & Débat, lui aussi très particulier mais pas encarté, pour réaliser la supercherie. »
En octobre 2012, le lancement par Enquête et Débat de l'application iPhone « Observer la loi », qui permet la géolocalisation de diverses infractions dans l'espace public (fumeurs, tapage, voitures mal garées, voile intégral), est dénoncée dans les médias comme un appel à la délation créé par une personnalité « très à droite », « proche de la droite dure », ou encore un site proche de l'extrême droite,. La presse est en revanche partagée sur la légalité de l'application,,. De son côté, Jean Robin se considère comme un « lanceur d'alerte » et affirme : « Il ne s'agit pas de délation, car, certes, celui qui donne l'information est anonyme, mais celui qui est visé est anonyme aussi, et à aucun moment il ne peut être identifiable. »
Le Mouvement des jeunes socialistes réclame le retrait de l'application et le député UMP Benoist Apparu interpelle la ministre de la Culture Aurélie Filippetti en lui demandant « quelle mesure elle compte prendre afin de limiter la création et l'utilisation de ce genre d'application. » C'est le ministre de l'Intérieur Manuel Valls qui lui répond en juin 2013 en indiquant avoir « invité l'éditeur de l'application Observer la loi à procéder aux rectifications nécessaires pour éviter que cette application ne soit perçue comme discriminante et à prendre les mesures nécessaires au regard du risque pénal encouru. »

En décembre 2012, Jean Robin affirme sur son site qu'Elie Wiesel « n’a pas le tatouage d’Auschwitz qu’il prétend avoir ». La seule réaction est celle de Michaël de Saint-Cheron, qui précise : 

« L’un des journalistes du site Enquête & Débat (mais de quelles enquêtes et de quels débats s’agit-il au fait ?), qui se dit « anti-antisémite » et entend défendre la mémoire de la Shoah, a écrit au responsable des archives du Museum d’État d’Auschwitz-Birkenau à Oświęcim, pour en avoir confirmation et le courriel reçu fait bien état d’un Lazar Wiesel né en 1913, sauf qu’Elie Wiesel est né en 1928, soit quinze ans plus tard. Les archives d’Auschwitz-Birkenau sont-elles fiables ? On peut en douter à lire de pareilles informations erronées. Après quoi il écrivit à Elie Wiesel et à son assistante à New York, leur demandant d’apporter des preuves sur sa déportation, i.e. son véritable numéro tatoué… […] Mais ce tatouage beaucoup de gens qui ont connu ou connaissent Wiesel l’ont vu – dont je suis. »

Entre 2012 et 2014, Jean Robin publie une série de livres noirs auto-édités (notamment sur la gauche, l’écologie, l'islam, l'Agence France-Presse, l'Union européenne, ou encore les géants de l'Internet) qui retiennent en partie l'attention de certains médias,. Le site 01net.com critique le procédé employé pour ces livres noirs, en particulier pour celui consacré aux géants de l'internet : « il n’est précisé nulle part que l’ouvrage est essentiellement une compilation d’articles de presse et de lettres ouvertes. Il faut lire le livre pour le constater ». Jean Robin qualifie quant à lui sa méthode de « journalisme continu ».
En décembre 2014, sur le site Enquête et Débat, il accuse Éric Zemmour d'avoir plagié David Cascaro et Jean-Claude Valla dans son ouvrage Le Suicide français, ce qui est signalé sur son blog par Hélène Maurel-Indart, universitaire spécialiste du plagiat. Interrogé, David Cascaro parle plutôt de manquement à la déontologie que de plagiat.
Le site Enquête et Débat, quant à lui, subit des difficultés pour se financer. Jean Robin fait appel plusieurs fois à ses lecteurs pour des dons. Le site ferme le 30 avril 2017.

### Activité militante
Lors de l'été 2010, Jean Robin signe une pétition lancée par l'écrivain Paul-Éric Blanrue visant à l'abrogation de la loi Gayssot : les journalistes du Monde Abel Mestre et Caroline Monnot l'identifient alors comme un « proche des identitaires », qualificatif qui sera aussi utilisé par Jean-Yves Camus l'année suivante.
Le 18 décembre 2010, Jean Robin participe aux « Assises contre l'islamisation de l'Europe », un colloque organisé par Riposte laïque et le Bloc identitaire.
À l'automne 2011, son livre Entre la Haine et l'Espoir révèle le contenu de nombreuses émissions télévisées diffusées dans le monde arabo-musulman, à savoir : « des déclarations d'un antisémitisme forcené et assumé, d'autres développant une misogynie extrême, l'incitation à la haine et à la violence ou encore la pédophilie ». À l’occasion de cette sortie, Jean Robin lance une pétition intitulée « Pour l’ouverture d’une commission parlementaire sur la diffusion de chaînes arabes et iraniennes en France » : elle est signée par une trentaine de personnalités et plus de 1 200 personnes.
En novembre 2011, il fait l’objet d’une violente critique de Robert Spieler dans le journal d’extrême droite Rivarol : celui-ci lui reproche « son engagement sioniste », le présente comme un « Juif », un « vilain cafard » et un « être chafouin et sournois » au motif qu’il aurait incité Oskar Freysinger à retirer sa signature d’une pétition critique de l'Union européenne, également signée par Hervé Ryssen, essayiste négationniste,.

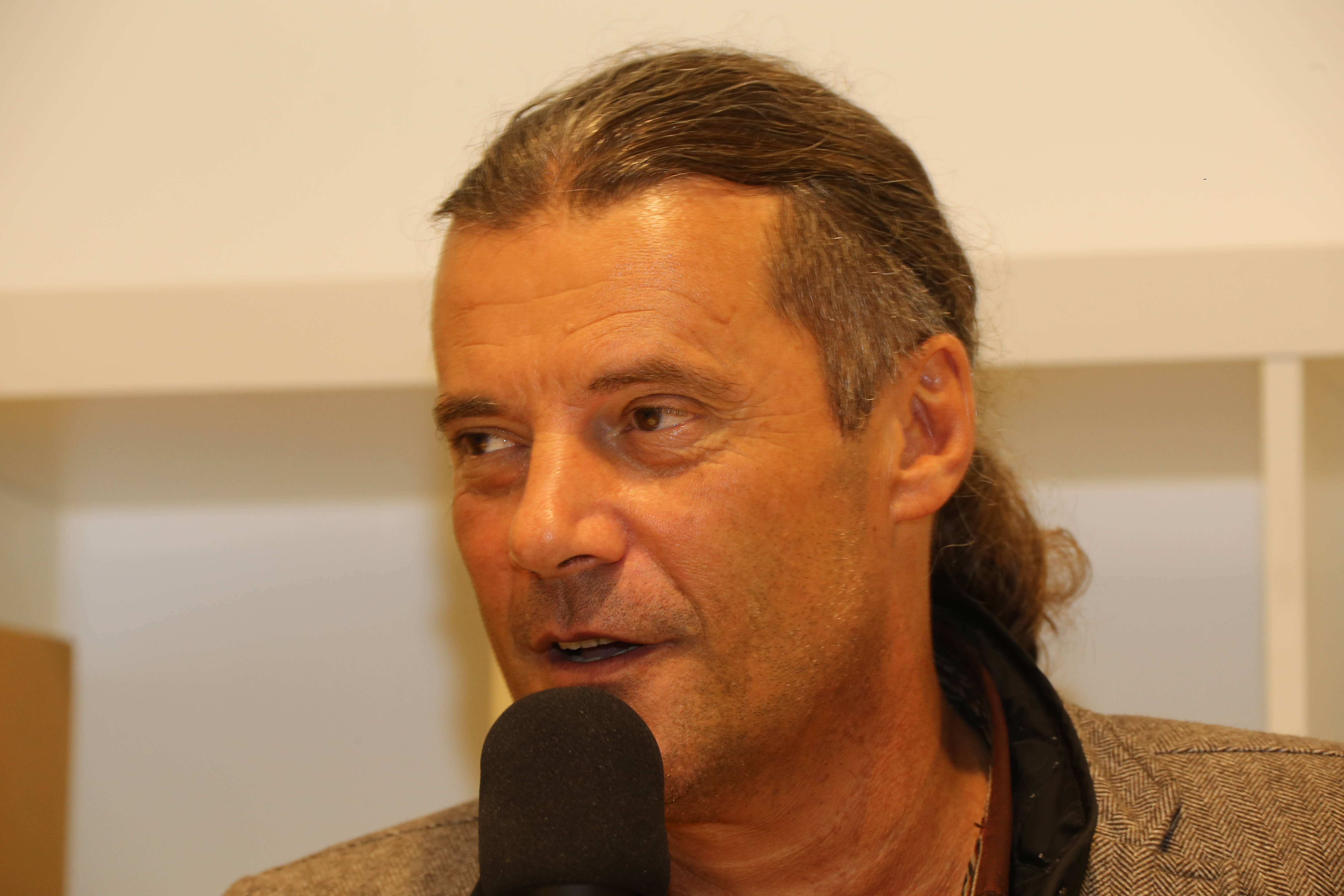
La proximité de Jean Robin avec Oskar Freysinger contribue à ce que certains observateurs l'apparentent à la droite radicale, voire à l'extrême droite.

En 2012, Jean Robin est considéré comme d'extrême droite et qualifié de « néo-facho » par un article du Nouvel Observateur, selon lequel « sous couvert de prôner « ouverture d’esprit et liberté d’expression » (slogan du site Enquête et Débat), il diffuse, entre autres, l’intégralité des conférences de Oskar Freysinger, le leader des populistes suisses de l’UDC ». Cet article le classe parmi des personnalités telles que Robert Ménard, Renaud Camus, Richard Millet, Patrick Buisson, Gilbert Collard, Éric Zemmour, Élisabeth Lévy ou encore Alain Soral. Sur Mediapart, Laurent Mauduit estime la même année qu'Enquête et Débat est « de sensibilité d'extrême droite ». Lui-même se réclame tant du gaullisme,. De son côté, StreetPress souligne qu'il fait partie des figures de « la droite radicale » fréquentant le Centre Saint-Paul, « centre culturel catho-traditionaliste » où Enquête et Débat organise des conférences thématiques faisant notamment intervenir Oskar Freysinger, Pierre Cassen et Christine Tasin ou encore Yvan Blot. Europe 1 situe pour sa part Enquête et Débat comme un site « très à droite ». En 2013, Jean Robin est qualifié de « figure de la réacosphère » par Mediapart.

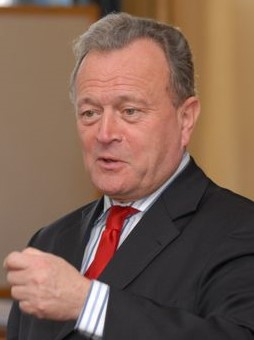
Le collectif militant fondé en 2013 par Jean Robin a obtenu le soutien de Christian Vanneste.

Il fonde le 18 juin 2013 le collectif Contre-Attaque, qui « ambitionne d’incarner la « vraie droite » » sur un positionnement « patriote, libéral et conservateur ». Il en est le président, avec le soutien de Christian Vanneste, Claude Reichman, Madi Seydi et Mike Borowski. Le 27 septembre 2013, Contre-Attaque manifeste devant les locaux de l'Agence France-Presse en la surnommant « agence franco-bolchevique de propagande ».
Le 9 mars 2015, L'Humanité relève la présence d'Enquête et Débat au rassemblement des travailleurs indépendants, commerçants et artisans contre les dysfonctionnements du régime social des indépendants (RSI). Le journal présente le média de Jean Robin comme un « site de la réacosphère », « proche des identitaires et complotiste à souhait ».
En mai 2015, Challenges le décrit comme un « journaliste et essayiste proche de la mouvance souverainiste ».
En mars 2019, il est condamné en première instance à six mois de prison avec sursis et 500 000 francs Pacifique d’amende pour diffamation envers Arnaud Beltrame et provocation à la haine raciale, en raison de propos critiques de l'islam tenus dans des vidéos diffusées sur internet ; la LICRA s'étant portée partie civile. Il avait été condamné pour des faits similaires en 2010. Il est alors considéré comme étant aux idées proches de l'ultra-droite. Quelques mois plus tard, il est toutefois relaxé en appel, le tribunal jugeant que le youtubeur « ne faisait que livrer son opinion, mais qu'il n'utilisait pas, pour autant, "de termes particulièrement violents, ni invitait le public à combattre, haïr ou discriminer ».

### Activités commerciales
En 2014, Jean Robin crée Qatem, site internet proposant à la vente des « informations à haute valeur ajoutée »,. L'entreprise ferme au bout de deux ans d'activité, en 2016.
En 2015, il ouvre un cybercafé à Moorea, où il a emménagé,.

## Œuvres
- Avoir 20 ans en France. Regard d'un jeune sur la société, Paris, Le Sémaphore, 23 mai 2000, 223 p. (ISBN 2-912283-22-1) (préface de Jacques Dermagne) (BNF 37186256).
- L'État de la judéomanie : en France et dans le monde, Coulommiers, Dualpha, 1er mai 2008, 598 p. (ISBN 978-2-35374-076-5) (BNF 41305503).
- La Nouvelle Extrême Droite, Xenia, 21 janvier 2011, 118 p. (ISBN 978-2-88892-110-3) (préface de Paul-Marie Coûteaux) (BNF 42316415).
- Le Coup d'État médiatique : le peuple doit reprendre le pouvoir qu'on lui a volé, Kaysersberg, Apopsix, 1er octobre 2013, 80 p. (ISBN 978-2-35979-075-7) (préface de Louis Dalmas).

### Auto-éditées
- Le Manifeste du journalisme continu : une société a les médias qu'elle mérite, éditions Jean Robin, 1er janvier 2005, 50 p. (ISBN 978-2-9523647-0-6) (postface de Michel Legris) (BNF 40055346).
- Ils ont tué la télé publique, Éditions du journalisme continu, 28 avril 2006, 276 p. (ISBN 978-2-9523647-1-3).
- La judéomanie. Elle nuit aux Juifs. Elle nuit à la République, Paris, Tatamis, 1er août 2006, 341 p. (ISBN 2-9523647-2-9).
- Experto. 1001 classements pour devenir un expert, Paris, Tatamis, 3 octobre 2007, 544 p. (ISBN 978-2-9523647-6-8).
- La Position du missionnaire. Alain Finkielkraut décrypté, Paris, Tatamis, 5 mars 2009, 363 p. (ISBN 978-2-917617-01-4) (préface d'André Bercoff).
- Petit dictionnaire des débats interdits (mais légaux), Paris, Tatamis, 12 mars 2010, 407 p. (ISBN 978-2-917617-05-2).
- Les Meilleures Facebookeries, Paris, Tatamis, 23 septembre 2010, 250 p. (ISBN 978-2-917617-07-6).
- Entre la Haine et l'Espoir : ce que disent les médias arabes et iraniens et dont personne n'a jamais osé vous parler (trad. de l'arabe), Paris, Tatamis, 1er septembre 2011, 330 p. (ISBN 978-2-917617-10-6).
- Le Livre le plus utile au monde. Ce qu'il vaut mieux savoir, Tatamis, 1er juin 2012, 140 p. (ISBN 978-2-917617-65-6 et 2-917617-65-9).
- Le Livre noir de la gauche. Colonialisme, antisémitisme, collaboration, pédophilie, affairisme…, Tatamis, 15 novembre 2012, 340 p. (ISBN 978-2-917617-52-6 et 2-917617-52-7).
- C'est démontré scientifiquement. 600 études scientifiques compilées pour la première fois, Tatamis, 1er janvier 2013, 250 p. (ISBN 978-2-917617-56-4 et 2-917617-56-X).
- Ces grands esprits contre l'Islam, Tatamis, 15 janvier 2013, 250 p. (ISBN 978-2-917617-55-7 et 2-917617-55-1).
- Le Livre noir de l'Islam, Blois, Tatamis, 20 avril 2013, 232 p. (ISBN 978-2-917617-58-8).
- Pour un antiracisme de droite : pourquoi la LICRA, SOS-Racisme, la LDH et le MRAP se trompent, Blois, Tatamis, 1er juin 2013, 52 p. (ISBN 978-2-917617-63-2).
- Le Livre noir de l'Union européenne, Blois, Tatamis, 11 octobre 2013, 215 p. (ISBN 978-2-917617-73-1).
- Le Livre noir de l'écologie : pollution, pauvreté, anti-humanisme, des dizaines de millions de morts, etc., Blois, Tatamis, 15 novembre 2013, 224 p. (ISBN 978-2-917617-75-5).
- Le Livre pour être heureux, Blois, Tatamis, 15 novembre 2013, 136 p. (ISBN 978-2-917617-77-9).
- Le Livre noir de l'AFP, Blois, Tatamis, 1er janvier 2014, 180 p. (ISBN 978-2-917617-82-3).
- Le Livre noir des services publics, Tatamis, 3 février 2014, 220 p. (ISBN 978-2-917617-80-9 et 2-917617-80-2).
- Soral et Dieudonné : la tentation antisémite, Blois, Tatamis, 3 février 2014, 252 p. (ISBN 978-2-917617-91-5).
- Gagner un revenu complémentaire : c'est facile !, Tatamis, 1er mai 2014, 91 p. (ISBN 978-2-917617-86-1 et 2-917617-86-1).
- Le Livre noir des géants de l'Internet, Tatamis, 10 octobre 2014, 252 p. (ISBN 978-2-37153-003-4 et 2-37153-003-4).
- Le Livre noir de l'automobile : millions de morts et d'handicapés à vie, pollution, déshumanisation, destruction des paysages, etc., Blois, Tatamis, 10 novembre 2014, 200 p. (ISBN 978-2-37153-005-8).
- Le Livre noir de la souffrance animale : maltraitance, trafics, braconnage, surpêche, élevages en batterie, etc., Blois, Tatamis, 10 février 2015, 200 p. (ISBN 978-2-37153-012-6).
- Le Livre noir de la violence familiale, Blois, Tatamis, 10 mars 2015, 200 p. (ISBN 978-2-37153-014-0).
- Tous responsables : changer le monde en commençant par soi, Blois, Tatamis, 8 avril 2015, 150 p. (ISBN 978-2-37153-019-5).
- Pour une nouvelle nuit du 4 août, Tatamis, 17 juin 2015, 250 p. (ISBN 978-2371530232).
- Le Livre noir des franc-maçons, Tatamis, 26 août 2015, 200 p. (ISBN 978-2371530256).
- Le Libre Arbitre scientifiquement réfuté, Tatamis, 1er octobre 2016, 193 p. (ISBN 978-2371530324).
- Le Livre noir du catholicisme, Tatamis, 5 janvier 2017, 350 p. (ISBN 978-2371530331).
- La France n’est plus la France, Tatamis, 8 avril 2017, 120 p. (ISBN 978-2371530348).
- 50 preuves que Dieu existe, Tatamis, 31 mai 2017, 100 p. (ISBN 978-2371530362).
- La criminalité du lobby LGBTQ, Tatamis, 7 mars 2018, 177 p. (ISBN 978-2-37153-040-9) et  (ISBN 2371530409).
- L'histoire chrétienne de la France, essai historique, Independently published, 3 octobre 2019, 399 p. (ISBN 978-1695241169).
- La lettre bleue, roman, Independently published, 15 juillet 2020, 305 p. (ISBN 979-8666344408).
- Chroniques de la 3e guerre mondiale - tome 1, Independently published, 4 août 2020, 496 p. (ISBN 979-8672202891).
- Chroniques de la 3e guerre mondiale - tome 2, Independently published, 10 octobre 2020, 500 p. (ISBN 979-8695862171).
- La France CGT : Comment le communisme a gagné la partie, Independently published, 2020.
- La France, une colonie de la Chine communiste, 2021
- Chroniques de la 3e guerre mondiale - tome 6, 2021
- Mémoires d'avant-guerre : (1978 - 2019), Independently published, 2022.
- Nous sommes en guerre hors limites, 2022
- Les délires des anti-complotistes: Tel est pris qui croyait prendre, 2022
- Chroniques de la 3e guerre mondiale - tome 8, 2022